# Stalbridge
Stalbridge är en stad och civil parish  i Dorset i England. Orten har 2 698 invånare (2011).